# Африканська гадюка
Африканська гадюка (Bitis) — рід отруйних змій з родини гадюкові. Має 17 видів.

## Опис
Загальна довжина представників цього роду коливається від 30 см до 2 м. Голова широка, трохи пласка. на верхній стороні морди є підшкіряні «кишені», які відкриваються над ніздрями. Тому останні уявляються широкими та вивернутими. Виконують призначення терморецепторів. Тулуб кремезний, м'язистий. Хвіст помірної довжини. Забарвлення сіре, коричневе, буре різних відтінків. Зустрічаються види з плямами або смугами різного розміру та кількості.

## Спосіб життя
Полюбляють різні біотопи — від піщаних пустель до вологих лісів. Активні вночі та у присмерку. Харчуються гризунами та ящірками.
Це яйцеживородні змії. Самиці народжують 30—70 дитинчат.

## Розповсюдження
Мешкають у південній та південно—східній Африці. Зустрічають на півночі Африки й Аравійському півострові.

## Види
- Bitis albanica
- Bitis arietans
- Bitis armata
- Bitis atropos
- Bitis caudalis
- Bitis cornuta
- Bitis gabonica
- Bitis heraldica
- Bitis inornata
- Bitis nasicornis
- Bitis parviocula
- Bitis peringueyi
- Bitis rhinoceros
- Bitis rubida
- Bitis schneideri
- Bitis worthingtoni
- Bitis xeropaga